# Hot Fuss
Hot Fuss é o álbum de estreia da banda norte-americana de rock alternativo The Killers, lançado em 7 de  junho de 2004 no Reino Unido e em 15 de junho nos Estados Unidos. Alavancado pelo sucesso dos singles "Somebody Told Me" e "Mr. Brightside", Hot Fuss foi aclamado como um dos melhores álbuns de 2004, sobretudo devido à sua sonoridade dançante, oriunda de influências de grupos dos anos 80, como New Order, Duran Duran e Depeche Mode.

## Produção
O álbum foi gravado entre fevereiro e novembro de 2003 no Cornerstone Studios, em Berkeley, Califórnia, com a produção de Mark Needham e Jeff Saltzman; também houve sessões de gravação em Las Vegas. A maioria das faixas foram gravadas como demos, que a banda decidiu manter no disco. Algumas faixas foram remixadas por Alan Moulder no Eden Studios, em Londres.
Hot Fuss tem toques New Wave e post-punk, com influências das bandas New Order, The Cure, Morrissey, Duran Duran e The Cars. Outras influências citadas foram David Bowie, U2, Oasis, Smashing Pumpkins e Lou Reed.
O álbum inclui a segunda e a terceira parte da chamada 'Trilogia da Morte', as canções "Midnight Show" e "Jenny Was a Friend of Mine". A primeira parte da trilogia, "Leave the Bourbon on the Shelf", aparece na coletânea Sawdust, lançada anos mais tarde.

## Lançamento e recepção
Hot Fuss foi lançado no dia 7 de junho de 2004 no Reino Unido e no dia 15 do mesmo mês nos Estados Unidos. Em 2005, o álbum foi relançado como um 7" vinil, com vários B-sides. A revista Rolling Stone ranqueou o Hot Fuss na 43ª posição na sua lista dos "100 Melhores Álbuns da Década".
Este álbum foi o primeiro do The Killers a alcançar o topo das paradas dos mais vendidos na Inglaterra. Ele também foi o 26.º disco mais vendido da década em território britânico. O CD ficou 173 semanas na UK Albums Chart, a principal parada musical da Grã-Bretanha.
Este disco também foi bem nos Estados Unidos, estreando na 7ª posição nas paradas da Billboard 200. Até a presente data, é estimado que o álbum tenha vendido mais de 7 milhões de cópias pelo mundo, incluindo mais de 3 milhões em solo americano e outros 2 milhões no Reino Unido, onde foi certificado platina sete vezes. O álbum também foi um sucesso comercial em vários países, como na Austrália, Canadá, Irlanda e Nova Zelândia. O Hot Fuss produziu vários singles de enorme sucesso, incluindo a canção "Mr. Brightside".

## Faixas
| Versão padrão  |                                   |                                      |         |  |
| N.º            | Título                            | Compositor(es)                       | Duração |  |
| 1.             | "Jenny Was a Friend of Mine"      | Flowers, Stoermer                    | 4:04    |  |
| 2.             | "Mr. Brightside"                  | Flowers, Keuning                     | 3:42    |  |
| 3.             | "Smile Like You Mean It"          | Flowers, Stoermer                    | 3:54    |  |
| 4.             | "Somebody Told Me"                | Flowers, Keuning, Stoermer, Vannucci | 3:17    |  |
| 5.             | "All These Things That I've Done" | Flowers                              | 5:01    |  |
| 6.             | "Andy, You're a Star"             | Flowers                              | 3:14    |  |
| 7.             | "On Top"                          | Flowers, Keuning, Stoermer, Vannucci | 3:11    |  |
| 8.             | "Change Your Mind"                | Flowers, Keuning                     | 4:18    |  |
| 9.             | "Believe Me Natalie"              | Flowers, Vannucci                    | 5:05    |  |
| 10.            | "Midnight Show"                   | Flowers, Stoermer                    | 4:02    |  |
| 11.            | "Everything Will Be Alright"      | Flowers                              | 5:45    |  |
| Duração total: | Duração total:                    | Duração total:                       | 45:39   |  |

Versão britânica e australiana
A canção "Glamorous Indie Rock & Roll" substitui "Change Your Mind" na faixa 8.
Vinil
"Glamorous Indie Rock & Roll" aparece no fim do álbum.
Versão européia
"Glamorous Indie Rock & Roll" e o video de "Somebody Told Me" são listados como faixa bônus.
Edição limitada
Contém faixas da versão lançada nos Estados Unidos e três faixas bônus:
| Lista de faixas |                                   |                                      |         |  |
| N.º             | Título                            | Compositor(es)                       | Duração |  |
| 12.             | "Glamorous Indie Rock & Roll"     | Flowers, Keuning, Stoermer, Vannucci | 4:14    |  |
| 13.             | "The Ballad of Michael Valentine" | Flowers, Keuning                     | 3:49    |  |
| 14.             | "Under the Gun"                   | Flowers, Keuning                     | 2:33    |  |

| Edição Deluxe do iTunes |                                                    |                |         |  |
| N.º                     | Título                                             | Compositor(es) | Duração |  |
| 12.                     | "Somebody Told Me" (Mylo Mix)                      |                | 7:17    |  |
| 13.                     | "Smile Like You Mean It" (Fischerspooner Mix)      |                | 6:24    |  |
| 14.                     | "Smile Like You Mean It" (Ruff e Jam Eastside Mix) |                | 7:35    |  |

| 7" Vinil boxset |                                                          |         |  |
| N.º             | Título                                                   | Duração |  |
| 1.              | "Somebody Told Me"                                       |         |  |
| 2.              | "Under the Gun" (Josh Harris Remix)                      |         |  |
| 3.              | "Show You How"                                           |         |  |
| 4.              | "The Ballad of Michael Valentine"                        |         |  |
| 5.              | "Why Don't You Find Out for Yourself?" (Morrissey/Whyte) |         |  |
| 6.              | "Ruby, Don't Take Your Love to Town"                     |         |  |
| 7.              | "Mr. Brightside" (Thin White Duke Remix)                 |         |  |
| 8.              | "Glamorous Indie Rock and Roll"                          |         |  |
| 9.              | "Smile Like You Mean It" (Versão acústica)               |         |  |
| 10.             | "Who Let You Go?"                                        |         |  |
| 11.             | "Get Trashed"                                            |         |  |

Versão limitada do DVD japonês
1. "Somebody Told Me" (video clipe)
2. "Mr. Brightside" (video clipe original)
3. "Mr. Brightside" (versão nova do video clipe)
4. "All These Things That I've Done" (video clipe)

Edição bônus do DVD britânico
1. "Smile Like You Mean It"
2. "All These Things I've Done"
3. "Somebody Told Me" (Ao vivo do Glastonbury de 2005)
4. "Jenny Was a Friend of Mine" (Ao vivo do Glastonbury de 2005)
5. "Mr. Brightside" (Ao vivo do Glastonbury de 2005)

## Equipe
| Críticas profissionais | Críticas profissionais |
| Pontuações agregadas   | Pontuações agregadas   |
| Fonte                  | Avaliação              |
| ---------------------- | ---------------------- |
| Metacritic             | (66/100)               |
| Avaliações da crítica  |                        |
| Fonte                  | Avaliação              |
| Allmusic               | [ 8 ]                  |
| BBC                    | (Favorável)            |
| Entertainment Weekly   | (C)                    |
| NME                    | (7/10)                 |
| Pitchfork Media        | (5.2/10)               |
| Robert Christgau       | [ 13 ]                 |
| Rolling Stone          | [ 14 ]                 |
| Slant Magazine         | [ 15 ]                 |
| The Times              | [ 16 ]                 |
| Uncut                  | [ 7 ]                  |

### Músicos
- Brandon Flowers - vocal, sintetizador
- Dave Keuning - guitarra, vocal
- Mark Stoermer - baixo
- Ronnie Vannucci - bateria

### Equipe
- Jeff Saltzman - produtor, engenheiro
- Carlene Byrd - engenheiro
- The Killers - produtor

### Locais
- The Hearse, Berkeley, Califórnia (2004)
- Cornerstone Studios, Los Angeles, Califórnia (2004)

## Tabelas
| Paradas (2004-2009)                 | Melhor posição |
| ----------------------------------- | -------------- |
| Alemanha (Media Control Charts)     | 75             |
| Austrália (ARIA Charts)             | 1              |
| Áustria (Ö3 Austria Top 40)         | 60             |
| Bélgica (Ultratop 50)               | 95             |
| Bélgica (Ultratop 40)               | 66             |
| Canadá (Canadian Albums Chart)      | 4              |
| Europa Top 100 Albums               | 6              |
| Espanha (PROMUSICAE)                | 35             |
| Finlândia (Suomen virallinen lista) | 15             |
| França (SNEP)                       | 8              |
| Grécia (IFPI)                       | 7              |
| Irlanda (Irish Albums Chart)        | 1              |
| Itália (FIMI)                       | 36             |
| México (Top 100)                    | 88             |
| Nova Zelândia (RIANZ)               | 5              |
| Países Baixos (MegaCharts)          | 46             |
| Reino Unido (UK Album Chart)        | 1              |
| Estados Unidos (Billboard 200)      | 7              |

| Paradas (2004)                 | Posição |
| ------------------------------ | ------- |
| Estados Unidos (Billboard 200) | 148     |
| Reino Unido (UK Album Chart)   | 41      |
| Paradas (2005)                 | Posição |
| Austrália (ARIA Charts)        | 19      |
| França (SNEP)                  | 79      |
| Irlanda (Irish Albums Chart)   | 8       |
| Estados Unidos (Billboard 200) | 17      |
| Reino Unido (UK Album Chart)   | 12      |
| Paradas (2006)                 | Posição |
| Reino Unido (UK Album Chart)   | 72      |
| Paradas (2007)                 | Posição |
| Reino Unido (UK Album Chart)   | 93      |
| Paradas (2008)                 | Posição |
| Reino Unido (UK Album Chart)   | 124     |
| Paradas (2009)                 | Posição |
| Reino Unido (UK Album Chart)   | 115     |

| País           | Certificador | Certificação |
| -------------- | ------------ | ------------ |
| Alemanha       | BVMI         | Ouro         |
| Argentina      | CAPIF        | Ouro         |
| Austrália      | ARIA         | 3× Platina   |
| Bélgica        | BEA          | Ouro         |
| Canadá         | Music Canada | 3× Platina   |
| França         | SNEP         | Ouro         |
| Nova Zelândia  | RIANZ        | Platina      |
| Reino Unido    | BPI          | 7× Platina   |
| Estados Unidos | RIAA         | 3× Platina   |

| Paradas (2000–2009)            | Posição |
| ------------------------------ | ------- |
| Reino Unido (UK Albums Chart)  | 26      |
| Austrália (ARIA Charts)        | 97      |
| Estados Unidos (Billboard 200) | 131     |

## Prêmios e honras
| Ano  | Ceremônia                   | Prêmio                   | Resultado |
| ---- | --------------------------- | ------------------------ | --------- |
| 2004 | Shortlist Music Prize       | Shortlist Music Prize    | Nomeado   |
| 2005 | BRIT Awards                 | Best International Album | Nomeado   |
| 2005 | Grammy Awards               | Best Rock Album          | Nomeado   |
| 2005 | Meteor Ireland Music Awards | Best International Album | Nomeado   |

| Publicação       | País           | Honra                                     | Ano  | Rank |
| ---------------- | -------------- | ----------------------------------------- | ---- | ---- |
| Q                | Reino Unido    | 250 Best Albums of Q's Lifetime 1986–2010 | 2011 | 17   |
| Drowned in Sound | Reino Unido    | Best Albums of the Year                   | 2004 | 2    |
| Rolling Stone    | Estados Unidos | Top 100 Albums of the 2000s               | 2009 | 43   |
| The A.V. Club    | Estados Unidos | Top 100 Albums of the 2000s               | 2009 | 41   |
| The Daily Mail   | Reino Unido    | Top 50 Best Albums of the Noughties       | 2009 | 3    |